# Bloop

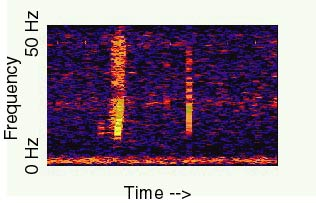
Een spectrogram van Bloop

Bloop (uitspraak: "bloep") is de naam die werd gegeven aan een zeer krachtig, ultralaagfrequent geluid dat in 1997 door de Amerikaanse organisatie National Oceanic and Atmospheric Administration (NOAA) onderwater werd waargenomen. Het geluid kwam overeen met het geluid dat wordt geproduceerd door vorstbevingen in grote ijsbergen, of wanneer grote ijsbergen langs de zeebodem schrapen. Hoewel in 2002 werd gesteld dat het geluid ook overeenkwam met het geluid van grote zeedieren, verklaarde de NOAA in 2012 dat het geluid van een ijsberg afkomstig was geweest.

## Analyse
Het geluid werd herleid tot een afgelegen plek in de zuidelijke Grote Oceaan ten westen van het zuidelijkste punt van Zuid-Amerika en werd meermaals opgepikt door een sensor van het Sound Surveillance System (SOSUS). Dit systeem werd ontwikkeld om specifieke fenomenen onderwater te kunnen waarnemen. Het wordt voornamelijk gebruikt om seismische activiteit, ijsgerelateerd geluid en zeedierenpopulatie en hun migratiegedrag te bestuderen. Het systeem werd oorspronkelijk ontwikkeld om Sovjet-onderzeeërs te detecteren.
Volgens de beschrijving van de NOAA "steeg het geluid snel in frequentie gedurende ongeveer één minuut en was het luid genoeg om door meerdere sensoren, verspreid over 5000 km, opgepikt te worden". Dr. Christopher Fox van de NOAA geloofde niet dat het geluid door mensen was teweeggebracht (zoals een onderzeeër of een bom), noch dat het voortkwam uit bekende geologische gebeurtenissen zoals een vulkaanuitbarsting of aardbeving. Hoewel het geluidsprofiel van Bloop leek op dat van een levend wezen, was de bron een mysterie, omdat het geluid afweek van bekende geluiden en omdat het veel luider was dan het luidste bekende dier, de blauwe vinvis.
 

Fox speculeerde aanvankelijk dat het geluid afkomstig was van afbrokkelend ijs op Antarctica. Later beschreef David Wolman in de New Scientist Fox' herziene mening dat het waarschijnlijk afkomstig was van een dier: 
Fox' ingeving is dat het geluid genaamd Bloop hoogstwaarschijnlijk van een dier afkomstig is, omdat het gekenmerkt wordt door een snelle variatie in frequentie, iets waar de geluiden die zeedieren maken bekend om staan. Er is echter één cruciaal verschil: in 1997 werd Bloop opgepikt door sensoren die zich 4800 km van elkaar af bevonden. Dat betekent dat het geluid vele malen luider moet zijn geweest dan enig walvisgeluid, of welk ander dier dan ook. Is het überhaupt mogelijk dat een dier dat groter is dan een walvis zich schuilhoudt in de diepten van de oceaan? Of, misschien waarschijnlijker, iets dat veel beter geluid kan maken?— David Wolman
 In een aflevering van het Amerikaanse programma Weird or What? bespraken verschillende wetenschappers de verschillende theorieën over Bloop: dat het mogelijk van een dier afkomstig was, dat het mogelijk door mensen was veroorzaakt, of dat het mogelijk van een ijsbeving afkomstig was.
De NOAA heeft het geluid officieel toegeschreven aan een grote ijsbeving. Verschillende ijsbevingen hebben vergelijkbare spectrogrammen als Bloop en dezelfde sterkte om over een gebied van ruim 5000 km gemeten te kunnen worden. Dit werd ontdekt toen begin 2008 ijsberg A53a nabij Zuid-Georgia uit elkaar viel. Als dit inderdaad de oorsprong van Bloop was, lagen de ijsbergen waarschijnlijk tussen de Straat van Bransfield en de Rosszee, of mogelijk bij Kaap Adare, een bekende bron van cryogene signalen.